# Pennalism
|  | Wiktionary har en ordboksartikel om pennalism. |

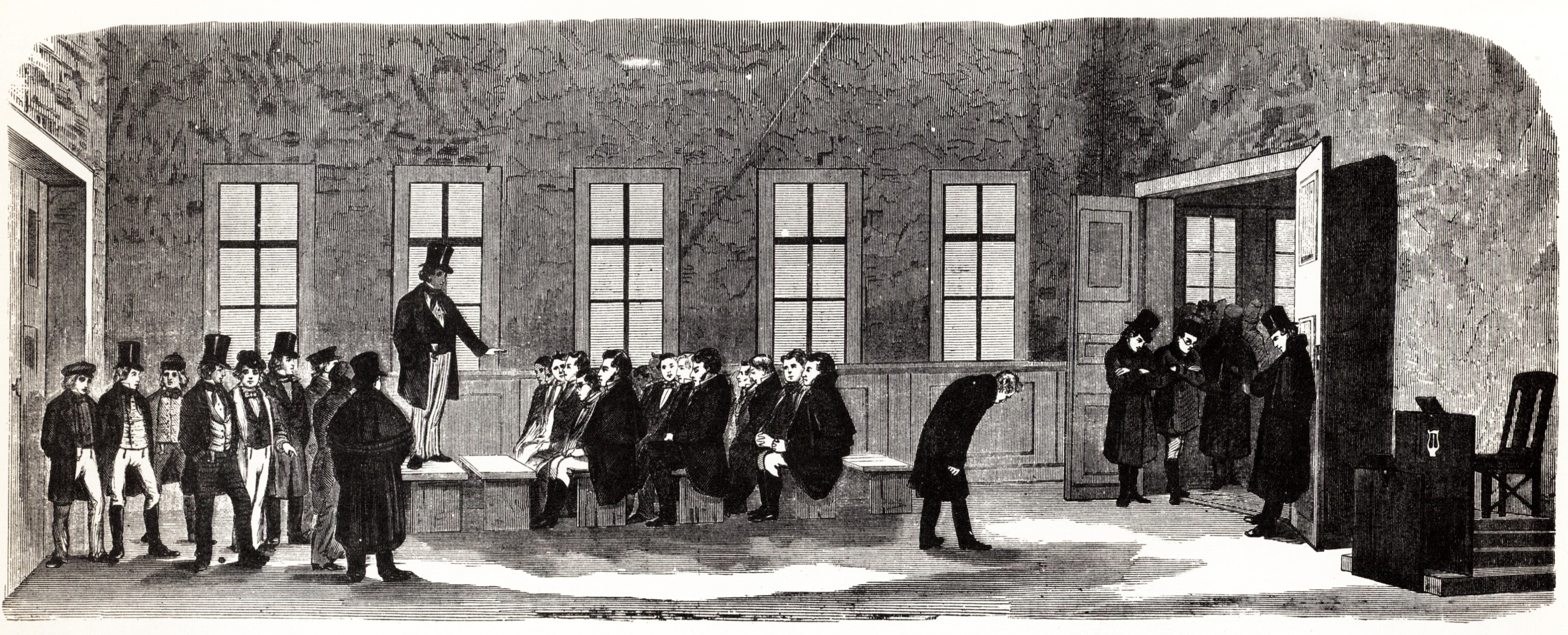
Kamratdomstol. "En avstraffad delinkvent smyger sig under ödmjuka bugningar ut från en consilium på Gävle gymnasium". Ur Ny illustrerad tidning 1872.

Pennalism är ett begrepp för kamratförtryck. Ordet är känt i svenskan sedan 1700-talet. Pennalism förekom bland annat i samband med ett slags invigningsritual vid universiteten, då det var äldre eller starkare elever som skadade eller kränkte de yngre genom fysiskt våld eller hot om våld och av att de starkare tilltvingar sig fördelar. Det förekom också på fängelser utövat av straffångar. Idag är sådan invigningsritual ytterst ovanlig vid de svenska universiteten. Ett vanligt missförstånd är att begreppet härstammar från latinets poena, straff, när det i själva verket är pennalis, fjäder, som är det latinska ursprungsordet. Begreppsbildningen i dess moderna form har gått via de protestantiska universiteten i Jena, Leipzig och Rostock. De nyanlända studenterna kallades pennaler då de alltid bar runt på sina pennfack.
Pennalism är också den allmänsvenska motsvarigheten till det finlandssvenska pimsning i militära sammanhang, som kan utövas av både befäl och äldre värnpliktiga.

## Pennalism i skönlitteratur
Författaren Jan Guillou har skildrat pennalismen på internatskolan Solbacka läroverk i sin självbiografiska roman Ondskan (1981). En annan bok där pennalism skildras är romanen Vi kallar honom Anna skriven av Peter Pohl 1987. Jan Fridegård skildrar pennalism i det militära i romanen Äran och hjältarna från 1938.